# Appula sericatula
Appula sericatula là một loài bọ cánh cứng trong họ Cerambycidae.